# Cửa Đại (Quảng Nam)
Cửa Đại is een phường van Hội An, naast Tam Kỳ de tweede stad van de provincie Quảng Nam.
Cửa Đại ligt aan de oever van de Hội An en aan de Zuid-Chinese Zee.